# Campionati del mondo di ciclismo su pista 2022 - Americana femminile
La gara di americana femminile ai Campionati del mondo di ciclismo su pista 2022 si è svolta il 15 ottobre 2022 su un percorso di 120 giri per un totale di 30 km con sprint intermedi ogni 10 giri, di cui l'ultimo con punti doppi.
Hanno parte alla competizione 18 squadre di federazioni diverse, delle quali 13 hanno completato la gara.

## Podio
| Pos.    | Atleta                         | Nazionalità |
| ------- | ------------------------------ | ----------- |
| Oro     | Shari Bossuyt Lotte Kopecky    | Paesi Bassi |
| Argento | Clara Copponi Valentine Fortin | Francia     |
| Bronzo  | Amalie Dideriksen Julie Leth   | Danimarca   |

## Risultati
| Posizione | Atleti                                    | Nazione       | Punti giri | Punti sprint | Totale |
| --------- | ----------------------------------------- | ------------- | ---------- | ------------ | ------ |
| 1         | Shari Bossuyt Lotte Kopecky               | Belgio        | 20         | 12           | 32     |
| 2         | Clara Copponi Valentine Fortin            | Francia       | 0          | 31           | 31     |
| 3         | Amalie Dideriksen Julie Leth              | Danimarca     | 0          | 23           | 23     |
| 4         | Georgia Baker Alexandra Manly             | Australia     | 0          | 19           | 19     |
| 5         | Neah Evans Laura Kenny                    | Gran Bretagna | 0          | 17           | 17     |
| 6         | Maike van der Duin Marit Raaijmakers      | Paesi Bassi   | 0          | 15           | 15     |
| 7         | Rachele Barbieri Chiara Consonni          | Italia        | 0          | 11           | 11     |
| 8         | Michaela Drummond Ally Wollaston          | Nuova Zelanda | 0          | 7            | 7      |
| 9         | Lily Williams Megan Jastrab               | Stati Uniti   | 0          | 2            | 2      |
| 10        | Léna Mettraux Aline Seitz                 | Svizzera      | 0          | 1            | 1      |
| 11        | Lena Charlotte Reißner Lea Lin Teutenberg | Germania      | −20        | 5            | −15    |
| 12        | Maggie Coles-Lyster Sarah Van Dam         | Canada        | −20        | 0            | −20    |
| 13        | Mia Griffin Alice Sharpe                  | Irlanda       | −40        | 0            | −40    |
| –         | Wiktoria Pikulik Olga Wankiewicz          | Polonia       | DNF        | DNF          | DNF    |
| –         | Tania Calvo Laura Rodríguez               | Spagna        | DNF        | DNF          | DNF    |
| –         | Yumi Kajihara Tsuyaka Uchino              | Giappone      | DNF        | DNF          | DNF    |
| –         | Lee Sze Wing Leung Bo Yee                 | Hong Kong     | DNF        | DNF          | DNF    |
| –         | Sofiya Karimova Nafosat Kozieva           | Uzbekistan    | DNF        | DNF          | DNF    |

Nota: DNF ritirate